# Ōtake
Ōtake  (japanska: 大竹市 ?, Ōtake-shi) är en stad i Hiroshima prefektur i Japan. Staden fick stadsrättigheter 1954.